# Hannover Re
Hannover Rück SE, також Hannover Re - це перестрахувальна компанія, що базується в Ганновері, Німеччина. Це третя за величиною перестрахувальна група у світі з об'ємом страхових премій близько 33 мільярдів євро. Свій початок вона бере від Aktiengesellschaft für Transport und Rückversicherung (ATR), яка була заснована в 1966 році і є одним з трьох найбільших перестраховиків у світі. Hannover Re здійснює операції з усіх видів перестрахування майна та нещасних випадків, життя та здоров'я і має мережу з понад 170 дочірніх компаній, філій та представництв на всіх п'яти континентах із загальним числом співробітників понад 3,000. Бізнес групи в Німеччині веде дочірня компанія E+S Rück.

## Структура
Hannover Re здійснює перестрахування в бізнес-групах «Майно та нещасні випадки» та «Життя та здоров'я».
«Майно та нещасні випадки»: Hannover Re пропонує широкий спектр продуктів у договірному та факультативному перестрахуванні, а також у сфері структурованих перестрахувальних рішень.
«Життя та здоров'я»: Hannover Re пропонує своїм клієнтам по всьому світу перестраховий захист у всіх видах страхування життя та здоров'я. Вона підтримує клієнтів у фінансуванні нового бізнесу та фінансовій оптимізації, а також пропонує продуктові партнерства для стратегічного позиціонування на ринку.

## Акції та акціонери
Мажоритарним акціонером Hannover Re є Talanx AG з 50,2% голосів. Решта акцій належить інституційним або приватним інвесторам. Серед акціонерів є інвестори, які приділяють особливо пильну увагу критеріям сталого розвитку.